# Krasno
 (juillet 2014).
Si vous disposez d'ouvrages ou d'articles de référence ou si vous connaissez des sites web de qualité traitant du thème abordé ici, merci de compléter l'article en donnant les références utiles à sa vérifiabilité et en les liant à la section « Notes et références ».
Rodolfo Krasno, né Rodolfo Krasnopolsky le 27 août 1926 à Chivilcoy en (Argentine) et mort 10 juin 1982 à Villebon-sur-Yvette, est un peintre, sculpteur et graveur français d'origine argentine. Autodidacte, professeur et inventeur il est reconnu pour son travail sur le papier, sur le blanc, et ses sculptures d’œufs géants. Il expose en Argentine mais aussi en France et participe à l'édition de livre-objets avec plusieurs poètes.

## Biographie
Jusqu’en 1942, la famille Krasnopolsky réside à General Belgrano, petite ville de province. Après des études de violon, de dessin et de peinture à l’école professionnelle locale, Krasno entre à l’École Nationale des Beaux-Arts Manuel Belgrano de la capitale fédérale (Buenos Aires). Il gagne sa vie en tant que dessinateur en agence de publicité puis devient en 1945 titulaire de la maîtrise nationale de dessin de l'École Nationale des Beaux-Arts Manuel Belgrano. En 1946 il est admis à l’Académie Nationale des Beaux-Arts Prilidiano Puyrredon et effectue l'année suivante son service militaire. En 1948 il crée avec son oncle Miguel Krasnopolsky, graphiste, une entreprise d’arts graphiques et de publicité en continuant néanmoins ses études dans les cours du soir de l’Académie. Il est en 1949 titulaire du professorat national de dessin et du titre de peintre-décorateur technique de l'Académie Nationale des Beaux-Arts Prilidiano Puyrredon. Il se marie en 1950 avec Milda Carmen Corral, sa condisciple à l’École des Beaux-Arts qui devient sa collaboratrice.
Krasno réalise en 1953 sa première exposition particulière à Buenos Aires. Il effectue en 1954 un séjour d’étude au Brésil (à São Paulo, Rio de Janeiro, Ouro Preto, Belo Horizonte, Pampulha) où il découvre notamment l’œuvre d'Oscar Niemeyer et visite la première biennale de São Paulo. En 1955 Krasno crée, à l’intérieur de son entreprise d’arts graphiques et de publicité, une « École-atelier » (Escuela Agencia) où il enseigne les arts graphiques. Il rédige et imprime une série de cours, met au point un système audiovisuel d’enseignement, prépare et forme du personnel enseignant. Le coup d’état de 1955 qui renverse Juan Perón provoque un mouvement étudiant très important, les élèves de l’Académie des beaux-Arts occupent les locaux et obtiennent un remaniement du corps enseignant. Krasno devient en 1956 professeur de peinture à l’École Nationale des Arts Visuels de Buenos Aires.
Ayant obtenu depuis 1953 un grand nombre de récompenses et distinctions et ayant réalisé déjà six expositions particulières, Krasno est en 1959 lauréat du Fonds des Arts de la République Argentine qui lui octroie la première bourse de peinture pour les artistes argentins. Il effectue un premier séjour à Paris et obtient le patronage du Gouvernement français. Il reçoit en 1960 une bourse du Ministère hollandais de l’Éducation, des Arts et des Sciences pour les Pays-Bas. Il réalise ses premières expositions particulières en Europe, à Bruxelles (galerie Latinoamerica) et Paris (galerie Bellechasse), effectuant des séjours d’étude en France, Suisse, Belgique. En octobre son épouse le rejoint avec ses quatre enfants. Au cours d'un séjour en Espagne, il travaille plusieurs mois en Galice et réalise ses premières peintures de matières. Installé à partir de 1960 en France, à Villebon-sur-Yvette, il sera naturalisé français en 1975.
En 1961, Krasno demande une prolongation de sa bourse du Fonds National des Arts, qui lui est accordée pour trois mois. Après un bref retour en Argentine, il revient en France. Il passe ses vacances en famille, à Perpignan, auprès de son ami Marius Rey qui traduit ses textes et qui ne cessera de soutenir son œuvre. Krasno retournera tous les ans ou presque dans cette région dont de nombreuses œuvres recevront l’empreinte (Croissance de Cap Béar, Croissance d’Opoul). En 1962 il est nommé membre du comité directeur de « L’Art latino-américain à Paris », avec Alicia Penalba,Matta, Enrique Zañartu. Il y rencontre le poète Jean-Clarence Lambert. C’est dans cette exposition, réalisée par le Musée d’Art Moderne de Paris qu’il présente son premier objet-sculpture suspendu (Grand objet pendu). Jean-Clarence Lambert lui dédie en 1963 un poème, « Liste aléatoire », reproduit dans le catalogue de cette exposition. Après un bref séjour en Argentine Krasno rentre définitivement en France. Il tombe malade en 1966.
En 1971 Jean Adhémar, conservateur en chef du cabinet des Estampes de la Bibliothèque nationale de Paris lui propose une exposition rétrospective, première en son genre à la BNF pour un artiste vivant. Krasno y présente ses médaillons blancs qui occupent tout un étage sur les trois que nécessite la rétrospective. Jean Adhémar écrit le texte du catalogue illustré (86 numéros).

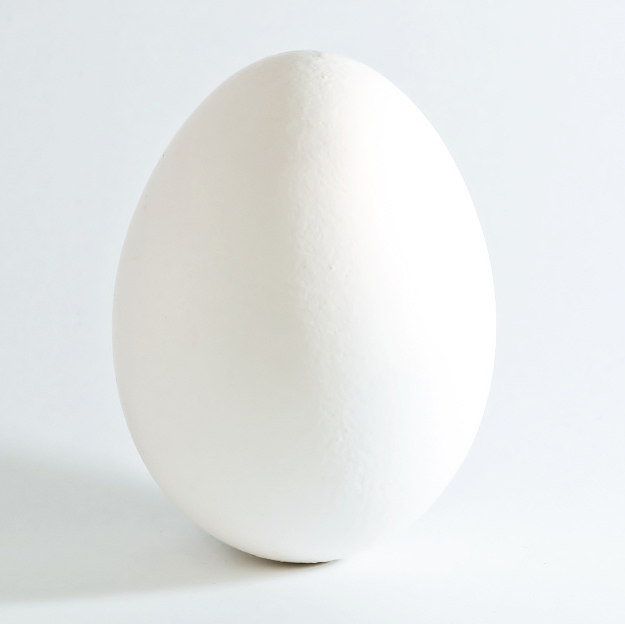
Au début des années 1970 Krasno s'inspire de la forme de l'œuf.

En 1972 il crée pendant l'été Les œufs de néofossiles, exposés dans le cadre du festival d’Automne de Paris, à l’atelier d’exposition Annick Lemoine; certaines de ces œuvres sont sonorisées par Edgardo Canton. Graziella Martinez crée un ballet inspiré par l’œuvre blanche de Krasno, en portant des masques qui sont des moulages en papier faits par l’artiste pour ses œuvres (La femme et le lac, Cardinal I, etc.) Krasno n’abandonne pas pour autant le thème des Croissances et crée pour le siège social à Paris de La Rochette-Cenpa, La genèse du papier. Krasno réalise en 1974 la scénographie et les costumes de La création du Monde et autres business, d’Arthur Miller, mise en scène par Jean Mercure au Théâtre de la Ville (novembre 1974 - février 1975) et en 1975 un grand œuf-kaléidoscope destiné au C.E.S. de Mirande (Gers), au titre du 1 % artistique.
La Biennale Européenne de Mulhouse lui rend hommage en 1977 par deux expositions rétrospectives où se montre tout le chemin parcouru par l’artiste depuis ses premières Néogravures. Krasno travaille aux projets et à la réalisation de trois nouvelles œuvres dans le cadre du 1 % artistique à Évron (Mayenne), à Saint-Étienne-du-Rouvray (Seine-Maritime) et à l’ensemble de la cité scolaire « Darius Milhaud » à Villejuif (architecte R. Vardi), avec la collaboration de Milda Krasno et des artistes-sculpteurs Roger Mauréso et Jean Herbin. Krasno présente ses premières armures en 1978 à la Foire internationale d'art contemporain(Grand Palais, Paris). Il effectue en 1979 un séjour au Mexique. En 1981 Krasno crée pour Philippe Tailleur les Œufs de Cartes, un jeu de cartes de forme ovoïde et réalisée à partir de 24 sculptures originales.
En 1982 est créé à la Fontaine de Vaucluse l’Espace Krasno qui a montré une importante exposition rétrospective de l’artiste. Son décès subit, le 10 juin, l’empêche d’en voir la réalisation. Sa tombe est la case 1334 du columbarium du Père-Lachaise (87e division) à Paris.

## Œuvre
« Quand j’étais peintre et graveur – dans les années 60 – la surface de mes peintures et de mes gravures imitait des matières diverses, dans leur constante transformation. Le relief s’y était déjà installé. Un jour, parce que le papier du commerce se cassait sous la pression de ma presse, je me suis mis à fabriquer la pâte à papier moi-même (...). J’inventais une technique personnelle me permettant de pénétrer dans la pâte à papier. De la connaître intimement. D’exploiter toutes ses possibilités... », confie Krasno en mars 1982 peu de temps avant sa mort.
En 1961 Krasno crée les Néogravures. Autodidacte pour la gravure, il conçoit et réalise un type d’impression en relief à partir de « planches-collages » sculptées. Ces Néogravures sont « des empreintes obtenues à partir de moules en plastique métallisé, modelés ou gravés sans l'intervention d'acide, encrés et tirés sur une presse à bras comme s'il s'agissait d'un monotype en creux ». Il présente en 1962 son premier objet-sculpture suspendu (Grand objet pendu). L'année suivante, en réalisant sans encre une Néogravure pour l'affiche d'une exposition, Krasno découvre la richesse du blanc, c’est-à-dire, aussi, du papier vierge comme matière. « Le tirage à sec » révèle à Krasno « que ses formes antérieures paraissent maquillées et qu'elles n'ont besoin d'autre couleur que ce blanc qui les concrétise ».
À partir de trois poèmes de Jean-Clarence Lambert il conçoit en 1964 son premier « livrobjet », Les Embellissements, fabriquant son propre papier, et en termine la réalisation en 1965. Dans le cadre de la VIe Biennale de Paris il réalise la même année deux objets-scéniques (L’Entité et Le Porte-manteau, sculpture gonflable) pour la pièce de Jean-Clarence Lambert Le Principe d’Incertitude. Krasno réalise en 1966 des sculptures-automates et travaille à la mise en place du Manège, exposé au Salon Comparaisons.
Krasno adopte en 1967 le blanc comme moyen d’expression pour ses reliefs en « pur-papier » et ses sculptures en caséine, reliefs multiples blancs et les « Néofossiles », grandes sculptures blanches, jamais achevées et toujours exposées depuis dans l’état même de leur inachèvement. « Les Néofossiles de 1967-1969 marquent l'aboutissement de cette tendance sculpturale, née du relief imprimé ou modelé dans la caséine agglomérée à une simple armature de fil de fer, avec leurs cavités béantes éclatées, leur fantastique structure blanche éclatée, que Krasno continue à transformer par des ajouts ou des retraits imprévus à seule fin de rappeler que l'œuvre, comme la vie, n'est jamais achevée », analyse.
Les premiers Reliefs multiples blancs que réalise Krasno sont « des empreintes de pièces nervurées prélevées dans les sculptures, ou de formes identifiables, parfois jumelées et trouées, toujours encloses à l'intérieur de boîtes de plexiglas », poursuit-il dans son évocation du cheminement de l'artiste, « mais à partir de 1968 elles cèdent peu à peu la place à des moulages corporels, des lèvres et des seins qui semblent palpiter sur le papier ». Ces reliefs prennent peu à peu des dimensions plus importantes et Krasno renoncent à ses boîtes. « Dans la pâte à papier encore fraîche et déjà impressionnée par les aspérités d'un mur, d'un sol, d'un rocher », il rapporte en 1969 « des éléments moulés à partir du corps réel, de statuettes en bronze pour dessus de cheminée ou d'objets manufacturés ».
Krasno conçoit son second livre-objet, Maragenèse, d’après un poème de Jean-Clarence Lambert, qu'il achève de réaliser en 1968. Les planches « reposent l'une sur l'autre dans un présentoir en forme de sculpture ». L’édition complète en est achetée par le libraire Nicaise (Paris). Le Ministère des affaires culturelles, notamment, en acquiert un exemplaire pour le CNAC.
À partir de 1970 Krasno décide de ne réaliser que des moulages préexistant à son travail, de médaillons « classiques » et « historiques » (Louis), ou de divers objets (La Sirène dormant). Il conçoit et réalise en 1970 le premier livre-objet sonore, Pierres éparses, à partir de vingt-deux poèmes d'Octavio Paz et sur une bande sonore d'Edgardo Canton, qui obtient le prix du « Meilleur livre de l’année » (section livres de bibliophilie) pour 1970. Krasno développe dans le Roussillon sa pratique des moulages sur nature (rochers, arbres) qu'il associera au thème des Croissances. En 1971 il réalise à Perpignan – où il découvre « par hasard » les bustes « néo-classiques » de Richelieu, Henri IV, Napoléon III. Ses grands médaillons Néohistoriques sont exposées la même année à la Bibliothèque nationale de France. Il crée également en 1971 à partir d’un poème de Marius Rey Ton île, une œuvre qui associe texte et relief blanc.
En 1972 et 1973, les Œufs de Néofossiles deviennent le thème dominant de Krasno. Sans abandonner le papier (sa « matière de choix »), il décide en 1974 d’utiliser le polyester comme véhicule lui permettant de disposer ses œuvres dans la nature et de les « livrer à la société toute entière » : il commence la réalisation de grands Œufs de Néofossiles destinés au 1 % artistique. Il entreprend également des projets (commencés en 1973) de « spectacles de réalisme-fiction et d’un Monument-musée néohistorique de ses propres œuvres, « énorme tour obscure renfermant un grand escalier qui s'élève en spirale et aborde à trois niveaux successifs le thème général des Coquilles et Cuirasses », moulages d'armures réelles du Musée de l'Armée.
En 1977 Krasno expose Les œufs contraints. « Œufs ficelés, encordés, torturés, réprimés... L’homme est présent dans tout cela.C’est peut-être parce que je suis d’origine latino-américaine et que la répression et la torture – qui sévissent, plus particulièrement, là-bas – m’ont toujours beaucoup préoccupé. Le sort de l’homme sur cette planète, les
injustices, les fausses barrières, la censure... », dit-il en 1982.

## Expositions

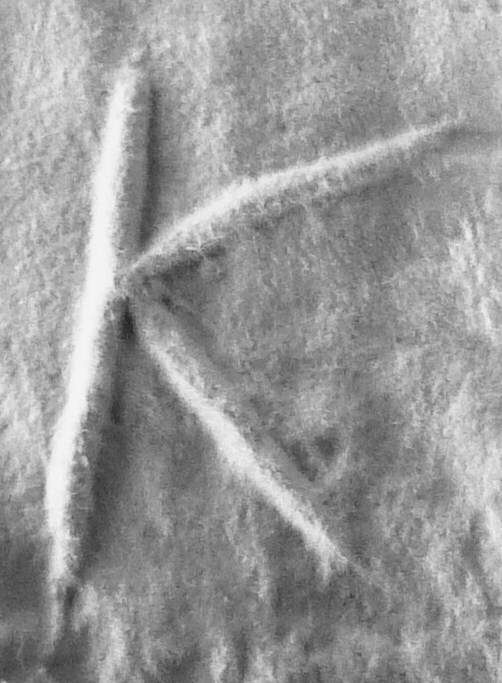
Monogramme de Krasno, vers 1970

- 1953 : Dessins et monotypes, galerie Plastica, Buenos Aires
- 1961 : Néogravures, galerie La Hune, Paris ; galerie Plastica, Buenos Aires
- 1963 : Néogravures et objets-sculptures, galerie La Hune, Paris
- 1965 : Rétrospective 1960-1965, préface d'Edmond Humeau, galerie F. Houston-Brown, Paris
- 1968 : Exposition de Blanc (reliefs multiples en pur papier), galerie La Hune, Paris
- 1969 : expositions particulières (reliefs multiples, livres-objets et sculptures néofossiles) en Hollande (Amsterdam, Haarlem, Hilversum), organisées par R. et F. Funke. Acquisitions par le Stedelijk Museum d’Amsterdam.
- 1970 : Pierres éparses, Foire Internationale du Livre à Nice ; galerie La Hune et librairie Nicaise, Paris ; galerie Jalmar, Amsterdam
- 1971 : Exposition rétrospective 1954-1971, Maison des Arts et des Loisirs, Montbeliard (113 numéros); exposition rétrospective, préface de Jean Adhémar, Bibliothèque nationale, Paris (86 numéros)
- 1972 : Exposition rétrospective à Annecy, Musée-Château, Palais de l’Isle (89 numéros)
- 1974 : Rétrospective blanche, Arles, Chapelle de la Charité (87 numéros)
- 1975 : exposition rétrospective, Grand-Hornu, Belgique (114 numéros), du 24 octobre au 7 décembre. Prolongée jusqu’au 31 janvier 1976 cette exposition obtient le prix de la meilleure exposition belge (hiver 1975) octroyé par la critique spécialisée.
- 1977 : La galerie Maître Albert à Paris présente quatre expositions, de mai à octobre, montrant divers aspects de l’œuvre de l’artiste dont ses derniers travaux : Les œufs contraints.
- 1978 : Première exposition personnelle en Espagne, Galeria Edurne. Madrid.
- 1980 : Première exposition personnelle au Mexique, Galeria Ponce, Mexico. Le Musée Hyacinthe-Rigaud de Perpignan organise la rétrospective Krasno en Roussillon au Palais des Rois de Majorque. Une exposition complémentaire est présentée à la galerie Thérèse Roussel.

## Collections publiques
- Bibliothèque nationale de France - estampes : Aléatoire au bois, 1970; L'Attente, 1969; Croissance et conspiration, 1971 ; Estampe et temps, 1961 ; L'étrange, 1961 ; Fleur blanche, 1970 ; Fleur d'hiver, 1970 ; Forme cernée, 1963 ; Fusion, 1961 ; Geste pétrifié, 1963 ; Grand épiderme, 1963 ; L'Intolérant, 1967 ; Louis XIV, 1969 ; La Main, 1969 ; Mâle, 1961 ; Le Mérou, vers 1963 ; Papillon terrible, 1963 ; Paroi diabolique, 1963 ; Le Passé, 1961 ; Pélagique, 1963 ; Présence, 1961 ; Superficie heredada, 1961 ; Superficie nevedada, 1961 ; Surface, 1961 ; Surface habitée, 1961 ; Trace enfouie, 1963 ; Vestige, 1961.
- Musée d'art et d'histoire de Meudon : L'Intolérant, 1967

#### Catalogues
- Krasno, texte de Edmond Humeau, exposition du 21 octobre au 20 novembre 1965 dans le cadre de la IVe Biennale de Paris, Paris, Florence Houston-Brown, 1965.
- Krasno, œuvre graphique, œuvre en papier, le livrobjet, texte de Jean Adhémar, Cabinet des estampes, exposition du 13 octobre au 6 novembre 1971, Paris, Bibliothèque nationale, 1971.
- Krasno, texte de Jean-Clarence Lambert, exposition du 15 mai au 13 juin 1971 Montbéliard, Maison des Arts et Loisirs, 1971.
- Krasno, œuvres de 1960 à 1975, exposition du 24 octobre au 7 décembre 1975, Hornu(Belgique), Ateliers du Grand-Hornu, 1975.
- Krasno ou Le matérialisme magique, texte de Jean-Clarence Lambert, éléments de biographie établie par Georges Didi-Huberman, exposition à la galerie Maître-Albert du 5 au 28 mai 1977, Paris, Paul Wurtz impr., 1977  (ISBN 2-901178-01-4)
- Krasno en Roussillon, texte de Marie-Claude Valaison, Perpignan, Musée Hyacinthe-Rigaud, 1980.

#### Articles
- Raoul-Jean Moulin, Krasno, la matérialité du blanc, dans Cimaise, no 113-114, Paris, septembre-décembre 1973, p. 44-49 [Le numéro contient des articles sur plusieurs des graveurs les plus importants des décennies précédentes, Marcel Fiorini, Krasno, Pierre Courtin, James Guitet, Arthur-Luiz Piza, Bertrand Dorny, Pierre Soulages, Henri Goetz, Stanley William Hayter, Johnny Friedlaender].

### Filmographie
- Entretien avec Rodolfo Krasno, documentaire, mars 1982, 52 min.
- Le Blanc, un geste de liberté, de Guillermo Krasnopolsky, 2014.